# Maray Ayres
Maray Ayres is een Amerikaans film- en televisieactrice. Vanaf de jaren zestig deed ze voornamelijk bekendheid op door allerlei kleine rolletjes in verscheidene televisieseries te spelen. Ze debuteerde in 1965 tijdens de televisieserie The Baileys of Balboa. Vervolgens speelde ze rolletjes in onder andere CHiPs, iCarly, Married... with Children en The Cycle Savages. 